# Utawarerumono: Mask of Truth
Utawarerumono: Mask of Truth (jap. Originaltitel: うたわれるもの 二人の白皇 Utawarerumono Futari no Hakuoro) ist ein Strategie-Rollenspiel für PlayStation 3, PlayStation 4, PlayStation Vita und Windows aus dem Jahr 2016. Es ist die Fortsetzung zum ein Jahr zuvor veröffentlichten Utawarerumono: Mask of Deception.

## Beschreibung
Mask of Truth schließt an die Handlung von Mask of Deception an. Der Herrscher von Yamato, der Mikado, ist tot und seine Erbin, Kronprinzessin Anju, schwebt in großer Gefahr. Ihr Leibwächter Oshtor fällt ebenfalls im Kampf gegen die Intriganten und Spielerfigur Haku ist gezwungen, seine Maske und Identität anzunehmen. Als vorgeblicher Oshtor ist es nun seine Aufgaben zunächst die Provinz Ennakamuy vor Angreifern zu schützen und Prinzessin Anju zu ihrem Erbe als Thronfolgerin von Yamato zu verhelfen.
Das Spielsystem wurde im Vergleich zum Vorgänger kaum verändert. Auch Mask of Truth vermischt die Erzählweise einer Visual Novel mit einem taktisch-rundenbasierten Kampfsystem auf schachbrettartig aufgebauten Kampfbildschirmen. Jedoch wurde die Zahl der Kämpfe erhöht. Ebenso unverändert: Verschiedene Elemente wie Höhenunterschiede, Wetter, Terrain und anderes haben taktische Auswirkungen auf das Kampfgeschehen. Der Spieler kann einen Kampf um bis zu 50 Züge zurückspulen und bei Niederlagen beliebig oft wiederholen. Mit Reaktionstest können eigene Aktionen verstärkt und gegnerische Attacken abgeschwächt werden. Die Ausrüstung der Spielfiguren kann nicht ausgetauscht werden, Varianz entsteht durch die vorab auswählbaren Komboangriffen und Abwehrfertigkeiten. Neue hinzugekommen sind kooperative Aktionen, einige neue Aktionsketten und höhere Stufengrenzen.
Das Spiel kam im September 2016 in Japan auf den Markt. Im Herbst 2017 brachten Atlus und Deep Silver das Spiel für PlayStation 4 und Vita in einer englisch lokalisierten Fassung für die westlichen Märkte heraus. Januar 2020 wurde das Spiel auch für den PC portiert. Das Spiel erhielt 2018 eine 13-minütige OVA, 2022 schließlich eine 28 Episoden umfassende Animeserie.

## Rezeption
Das Spiel erhielt gemischte, aber meist bessere Bewertung als sein Vorgänger.

„Routiniert fortgesetzter und sinnvoll ergänzter Mix aus Visual Novel und Taktik-Rollenspiel.“

„Wer das erste Utawarerumono nicht gespielt hat, hat keinen Grund, sich das zweite zu holen. Abgesehen vom erweiterten Umfang bietet es spielerisch dasselbe und verlangt Vorkenntnisse. Wenn Ihr den ersten Teil mochtet, ist der zweite Pflichtprogramm. Alleine schon, weil die Handlung nach dem heftigen Cliffhanger am Ende von Mask of Deception endlich weitergeführt wird.“

In der ersten Verkaufswoche in Japan erreichte die Vita-Fassung mit 47.363 Einheiten Platz 1 der Gesamtverkaufscharts, die PS4-Fassung Platz 3 mit 38.507 Einheiten und die PS3-Fassung Platz 14 mit 11.248 Einheiten (Gesamt: 97.118 Einheiten).